# باشگاه فوتبال روزنبورگ
باشگاه فوتبال روزنبورگ  (به انگلیسی: Rosenborg Ballklub) باشگاه فوتبال نروژی است که در شهر تروندهایم قرار دارد و هم‌اکنون در لیگ برتر فوتبال نروژ بازی می‌کند.
این باشگاه در تاریخ ۲۷ مه ‌۱۹۰۸ تأسیس شده است.